# Ларіонов Дмитро Геннадійович
Дмитро Геннадійович Ларіо́нов (рос. Дмитрий Геннадьевич Ларионов; 20 серпня 1984, м. Усть-Каменогорськ, СРСР) — казахський хокеїст, лівий нападник. Виступає за «Іжсталь» (Іжевськ) у Вищій хокейній лізі.
Вихованець хокейної школи «Торпедо» (Усть-Каменогорськ). Виступав за команди «Устінка» (Усть-Каменогорськ), «Барис» (Астана), «Сариарка» (Караганда).
У складі молодіжної збірної Казахстану учасник чемпіонатів світу 2003 (дивізіон I) і 2004 (дивізіон I). У складі юінорської збірної Казахстану учасник чемпіонатів світу 2001 (дивізіон I) і 2002 (дивізіон I).